# آن بيترز
آن بيترز (بالألمانية: Anne Peters)‏ هي قانونية ألمانية، ولدت في 15 نوفمبر 1964 في برلين في ألمانيا.